# 张忠正
张忠正（1943年—），山东潍坊人，汉族，中华人民共和国政治人物、第十一届全国人民代表大会山东地区代表。
毕业于山东师范大学化学专业，是中共党员。担任滨化集团股份有限公司董事长。2008年起担任全国人大代表。